# ミュラ

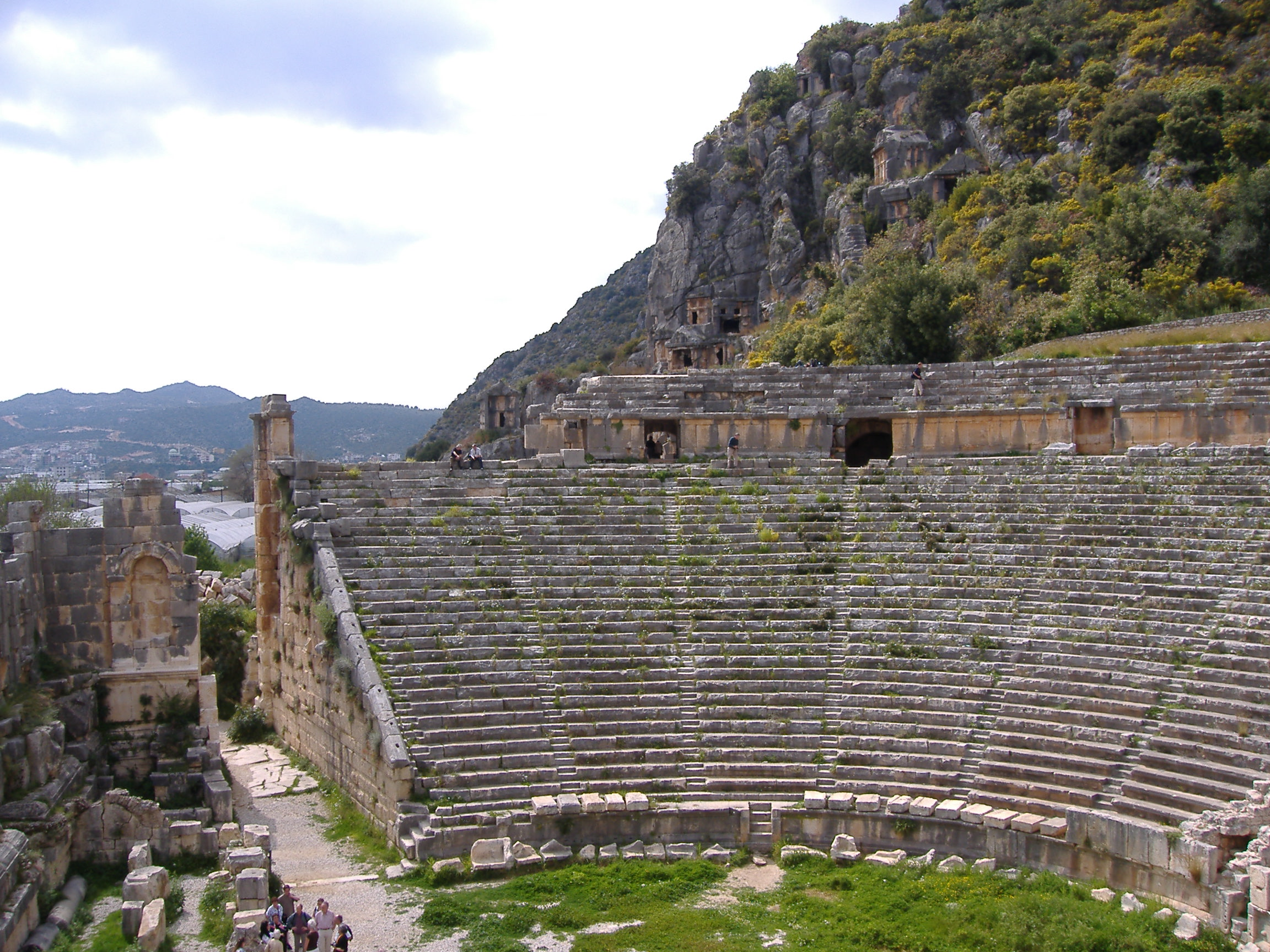
ミュラの古代ギリシャ劇場。後方には岩山をくりぬいた墓が多数ある古代リュキアのネクロポリスがある

ミュラ、ミラ（Myra）は、小アジア南西部のリュキア地方にあった古代都市。その遺跡は現在、トルコのアンタルヤ県のデムレ（Demre、2005年まではカレ Kale）という小さな町の近くにある。地中海と山地の間に開けた沖積平野に位置し、デムレ川（古代のミュロス川）が遺跡のそばを流れている。

## ミュラの歴史
学者の中には、ヒッタイトの時代に小アジア西部にあったアルザワ王国の町として記録に残るミラ（Mira）が後にミュラになったとする者もいるが、両者のつながりには明確な証拠はない。ミュラの町が記録に登場するのは、リュキア地方の都市国家によるリュキア連邦（紀元前168年 - 43年）が成立したのち、その一員として列挙されてからのことである。ストラボンの『地理誌』（14:665）によれば、リュキア連邦の中でも最大級の都市であったとされる。
この町に住んでいたギリシャ系住民はアルテミス・エレウテリア（Artemis Eleutheria、自由の女神としてのアルテミス）を崇拝し、アルテミス・エレウテリアはこの町の守護神とされていた。またゼウス、アテーナー、テュケーも大いに崇拝されていた。
リュキア時代、およびその後のローマ帝国時代の町の廃墟は、デムレ川が運んだ土砂の堆積で埋まっている。デムレ川平野の上にあるアクロポリスや、ローマ劇場やローマ浴場などは部分的に発掘が進んでいる。半円形の劇場は141年の地震で崩壊したのちに再建されたものと考えられている。

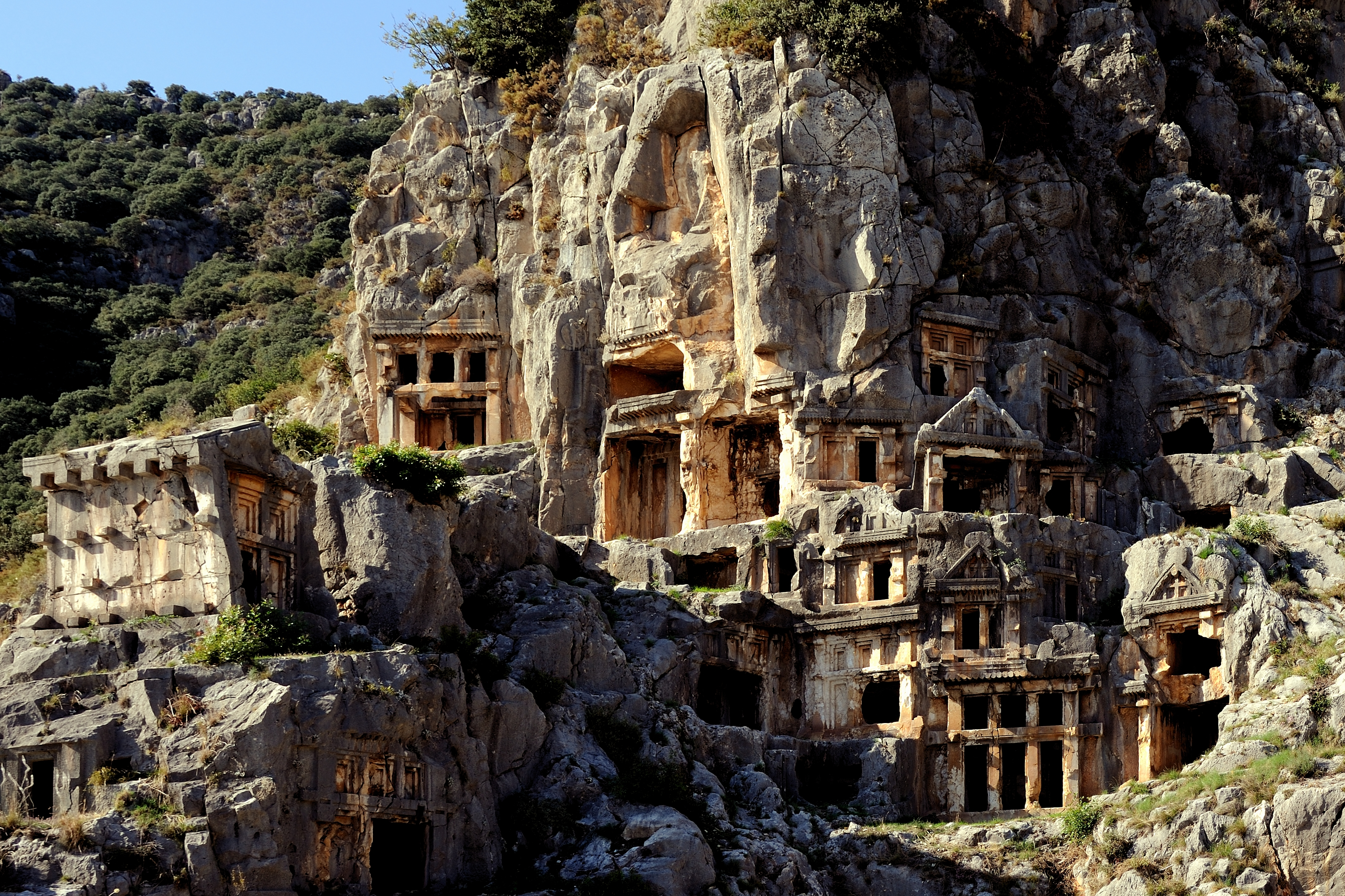
ミュラのネクロポリス

岩をくりぬいて作られた墓地はリュキア独特のものである。垂直に切り立った大きな断崖の表面に墓穴をうがち、その周りを神殿の正面のような装飾で刻んで作った墓が集積したネクロポリスがミュラ付近には二つあり、それぞれ「川のネクロポリス」と「大洋のネクロポリス」と呼ばれている。大洋のネクロポリスは劇場の北西にある。劇場からデムレ川を1.5キロメートルほど遡ったところにある川のネクロポリスのうち、よく知られたものは「ライオンの墓所」あるいは「彩色された墓所」と呼ばれるものである。イギリスの考古学者で旅行者のチャールズ・フェローズ（Charles Fellows）は1840年にこの墓所を見たが、なおも赤や黄色や青の彩色が鮮やかであったという。
アンドリアケ（Andriake）は古代のミュラの外港であったが、後世に土砂で埋まってしまった。今も残る構造物には、ローマ皇帝ハドリアヌス（在位117年 - 138年）の治世に建てられた穀物庫がある。その横からはアッキガイ科の貝（Murex）の貝殻の山が見つかっており、この地で貝紫色の染料の生産が行われていたことを示している。

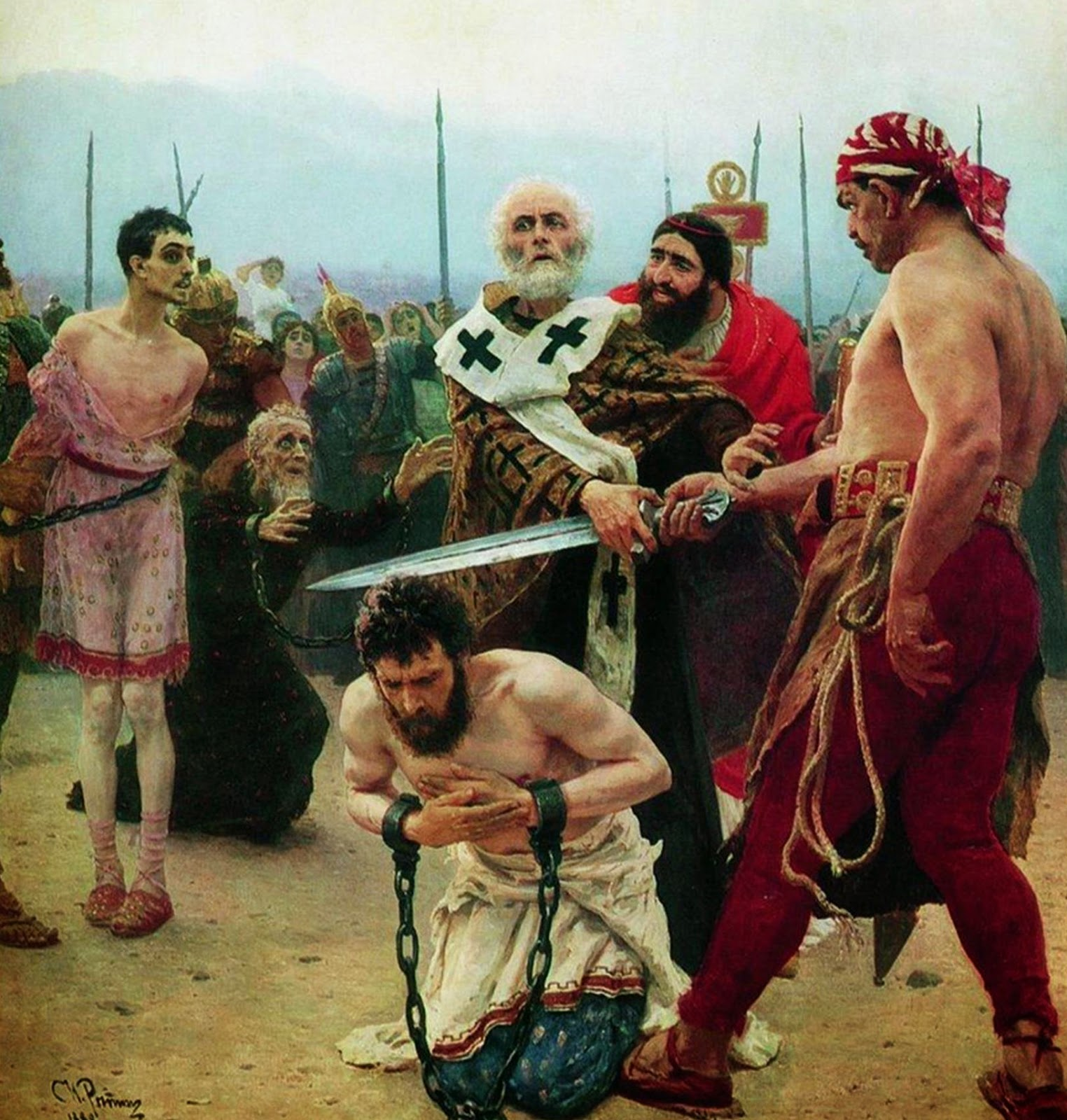
『ミラの聖ニコライ、無実の三人を死刑から救う』（画:イリヤ・レーピン、1888年、ロシア美術館所蔵）

キリスト教の布教の初期、ミュラはリュキアの府主教がいる都市であった。ミュラは、パウロがエルサレムからローマへ連行される旅の途中に船を乗り換えた場所として伝統的に知られている。ミラのニコラオス（聖ニコラオス）は4世紀のミュラの大主教で人々のために働き、聖人としてキリスト教世界で広く崇敬されるようになった。海運の守護聖人ともされている。ニコラオスは325年の第1回ニカイア公会議ではアリウス派と激しく対立したと伝えられるが、公会議の参加者の署名の中にはニコラオスの名は見られない。東ローマ帝国の皇帝テオドシウス2世（在位408年 - 450年）の治世には、ミュラはリュキア州の州都となった。
アッバース朝は第5代カリフ・ハールーン・アッ＝ラシードの治世に東ローマ帝国への親征を行い、809年の包囲戦によりミュラはアッバース朝の一部となった。東ローマ帝国はその後この地方を奪還するが、ミュラは次第に衰えていった。アレクシオス1世コムネノス（在位1081年 - 1118年）の治世の初期、ミュラはイスラム教徒のセルジューク朝に征服された。陥落後の混乱の中、イタリアのバーリ出身の船乗りたちが聖ニコラオスの聖遺物である遺骸（不朽体）などを押収し、ミュラの教会の人々の反対の中、バーリへと持ち出してしまった。1087年5月9日に聖遺物はバーリに移され、以後聖ニコラオスの巡礼はバーリに通うようになった。

## ミュラの聖ニコラオス聖堂

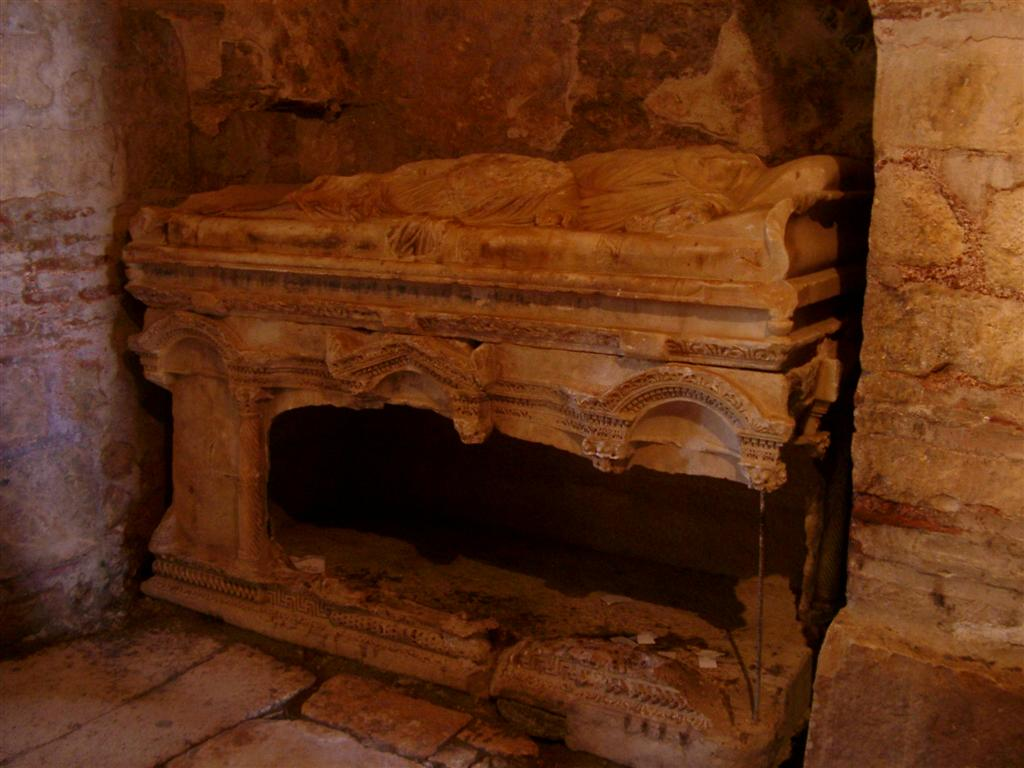
ミュラの聖堂に残る元来の聖ニコラオスの石棺

ミュラの聖ニコラオス聖堂（アギオス・ニコラオス聖堂）は6世紀に建てられた。現在残る建物は8世紀から建築が始まったもので、11世紀後半に修道院が追加された。しかしその後放棄されたとみられる。
1863年、ロシア帝国のツァーリ・アレクサンドル2世は聖ニコラオス聖堂を買い取り修復を始めた。以後は聖堂として使われたが、希土戦争後のギリシャとトルコの住民交換によりギリシャ正教徒住民がギリシャへ追放されたため、1923年に放棄された。その後、1963年に聖堂の東側と南側が発掘された。1968年には聖人の墓所（confessio）の跡地に屋根がかけられた。
聖堂の床はオプス・セクティレ（彩色された大きめの大理石などを埋めて絵や模様を描く一種のモザイク画）がよく残っており、壁にはフレスコ画の跡も残っている。古代ギリシャの石棺（サルコファガス）も残っており、聖ニコラオスの不朽体の安置に再利用されたとみられるが中は何も入っていない。不朽体は1087年にバーリの船乗りたちに持ち去られ、現在はバーリの大聖堂に安置されている。
聖堂は現在も発掘と再建が進められている。2007年にはトルコ文化省が聖堂内部での聖体礼儀を許可した。

## ギャラリー

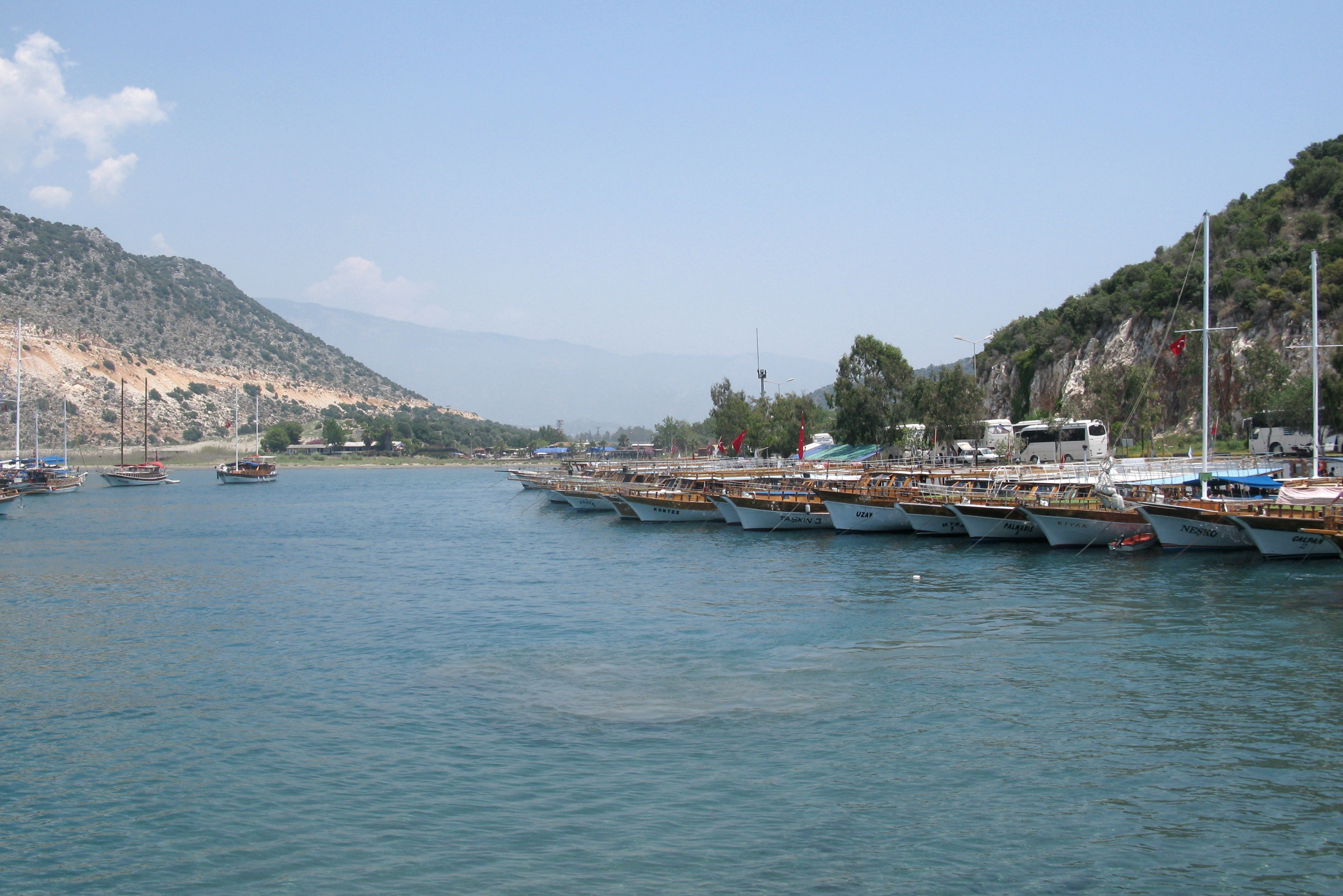
アンドリアケの港
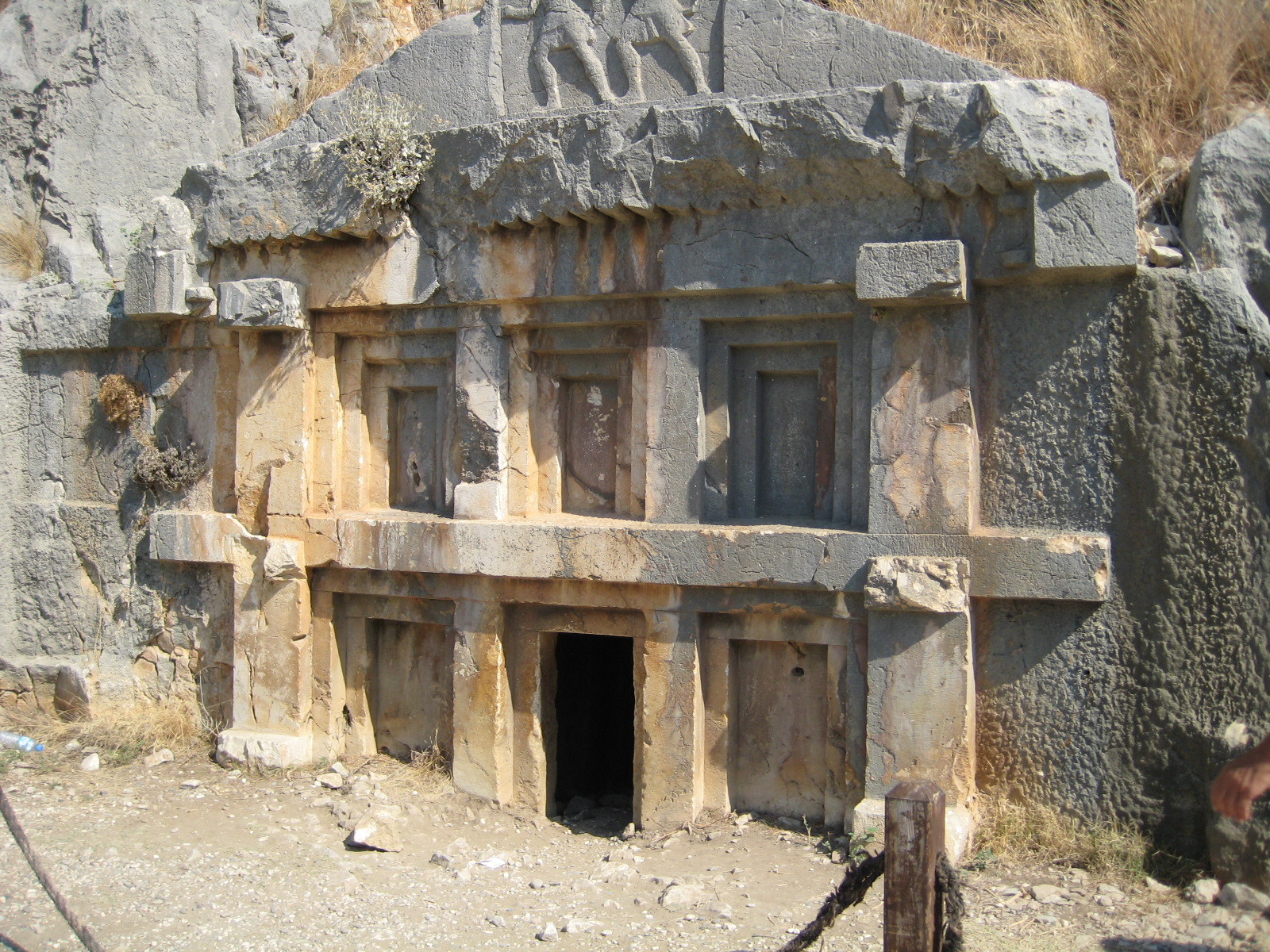
ミュラに残るリュキア風の墓
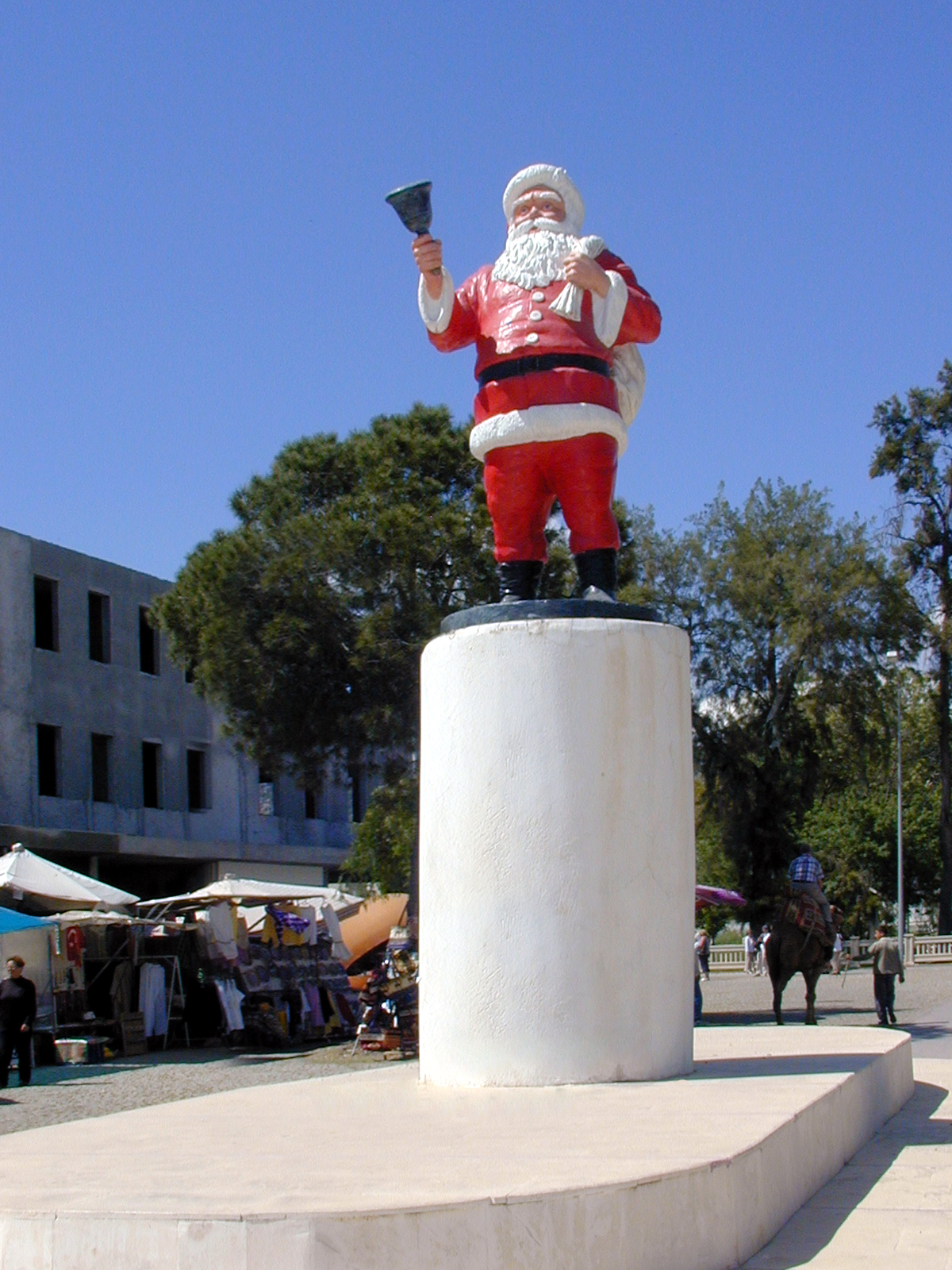
現代のデムレの町に建つ、サンタクロースの像

ミュラ（デムレ）の聖ニコラオス聖堂

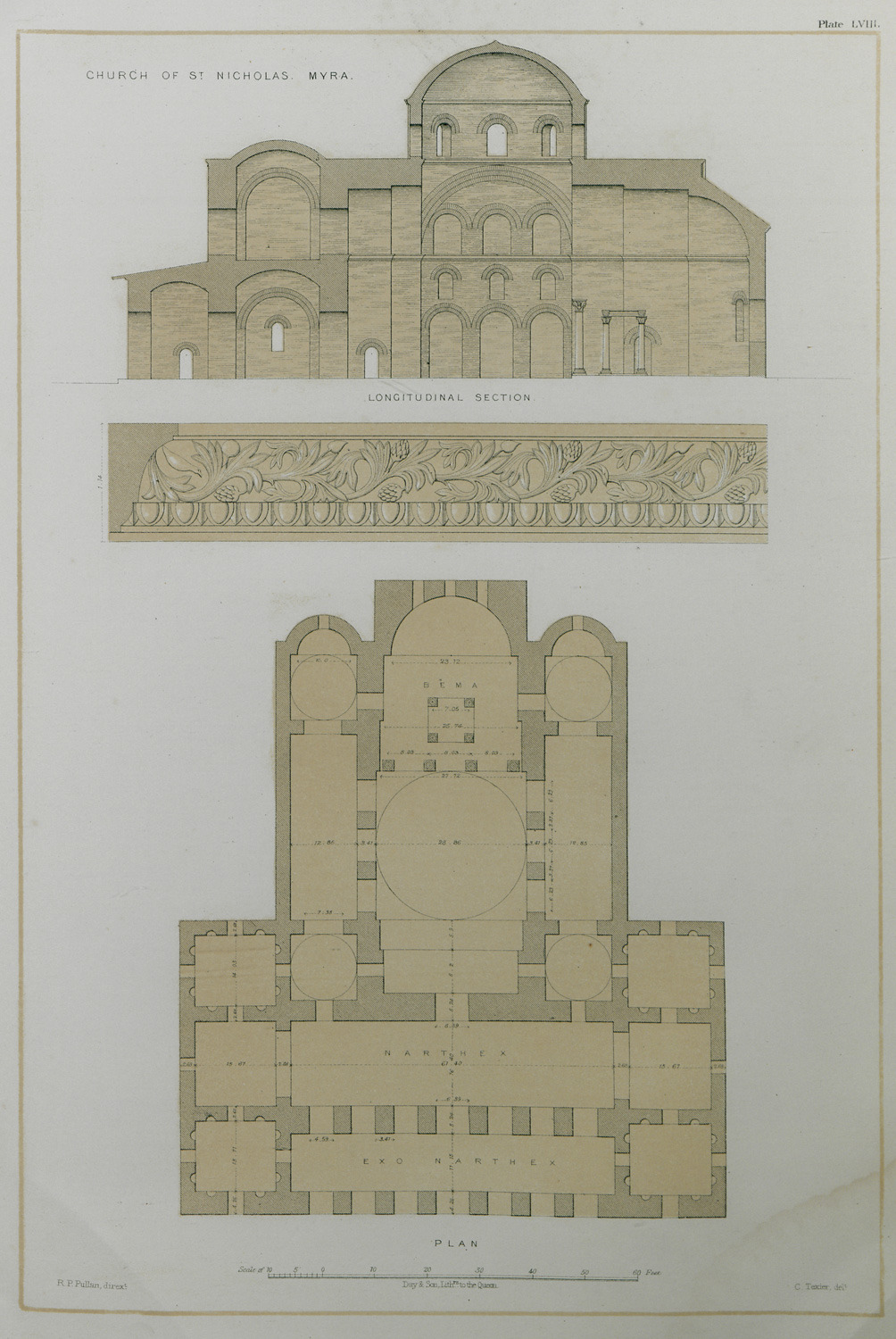
デムレの聖ニコラオス聖堂の平面・立面図
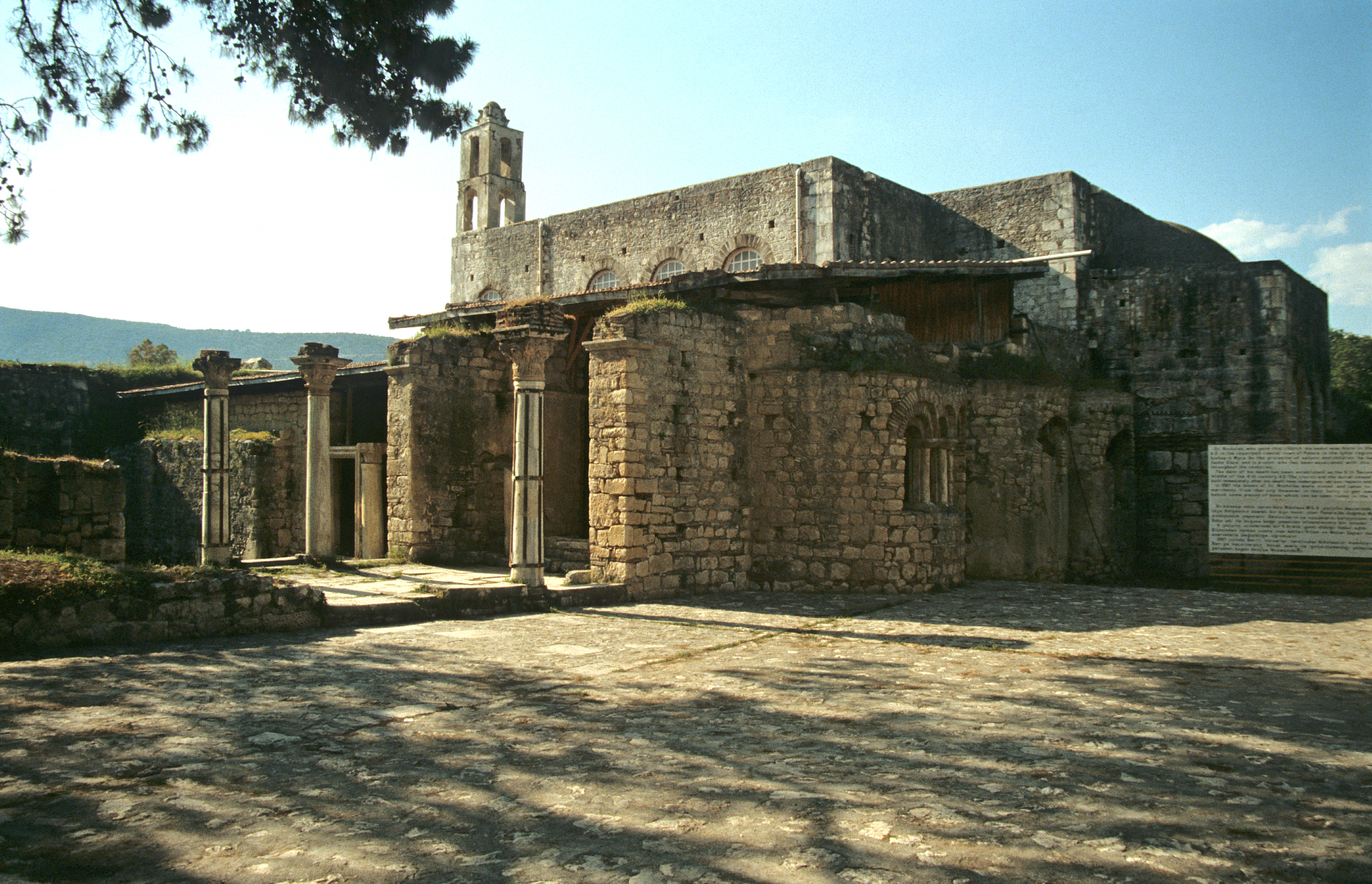
デムレの聖ニコラオス聖堂
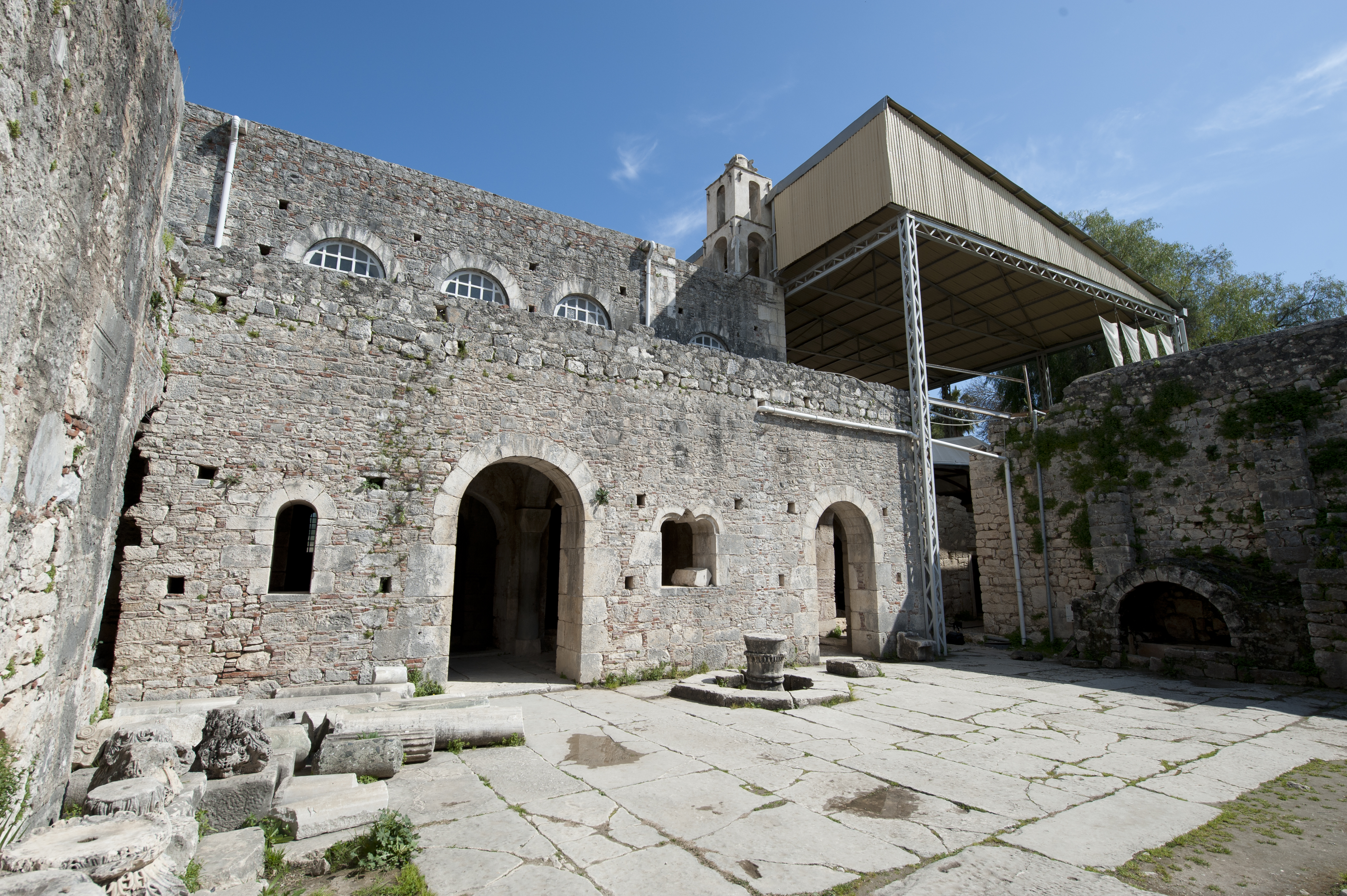
デムレの聖ニコラオス聖堂
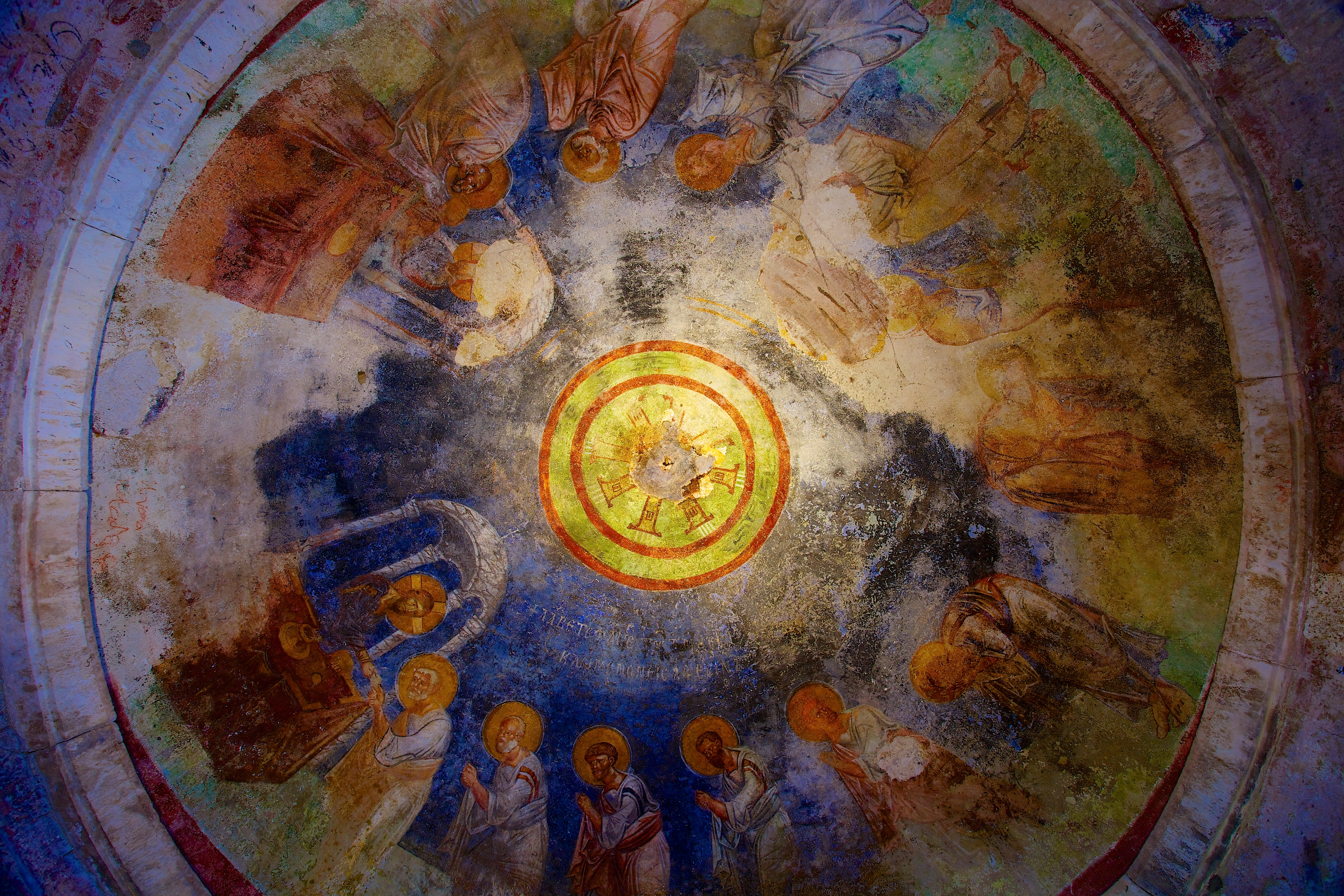
聖ニコラオス聖堂のドームの天井フレスコ画
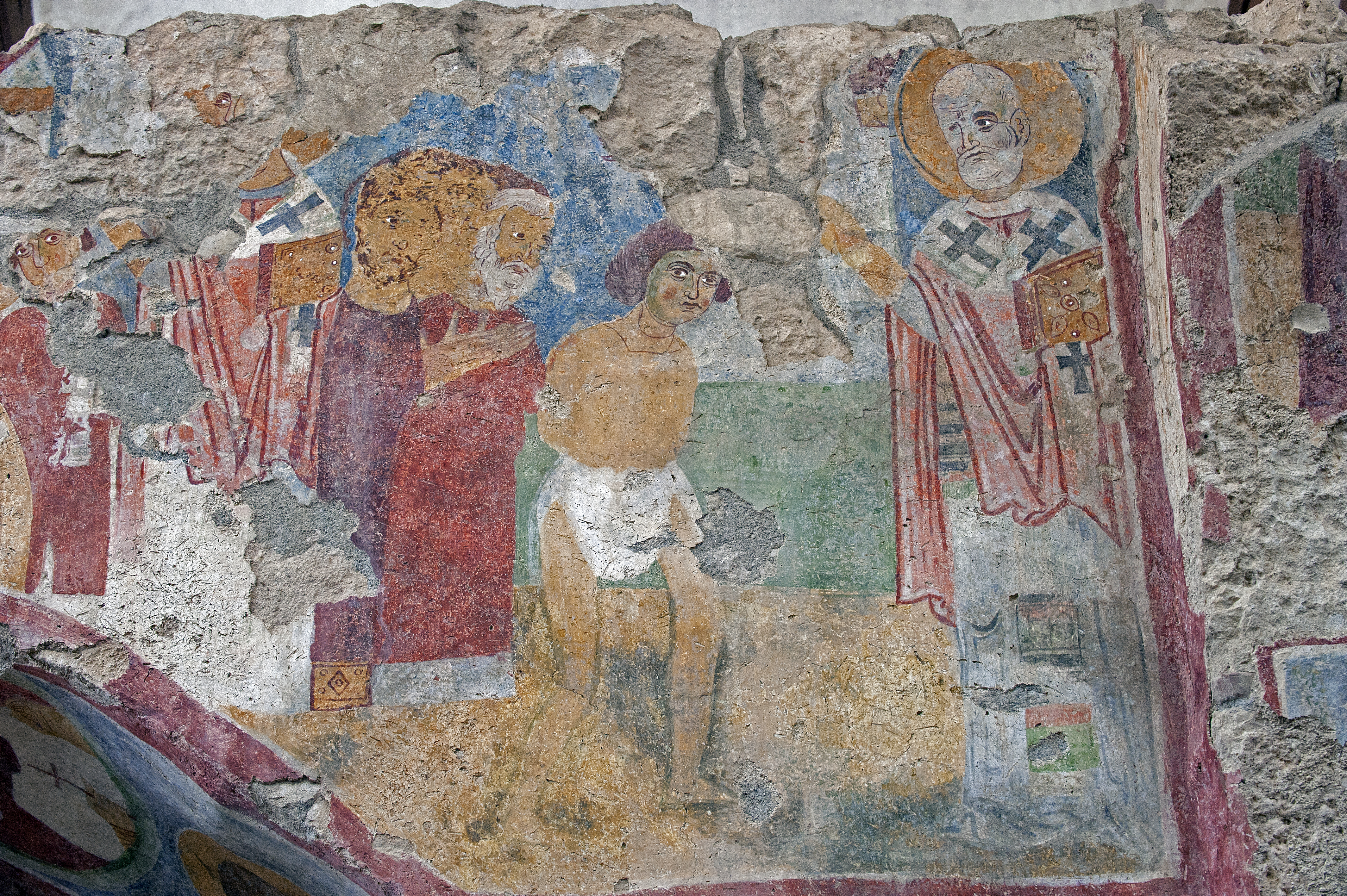
聖ニコラオス聖堂のフレスコ画
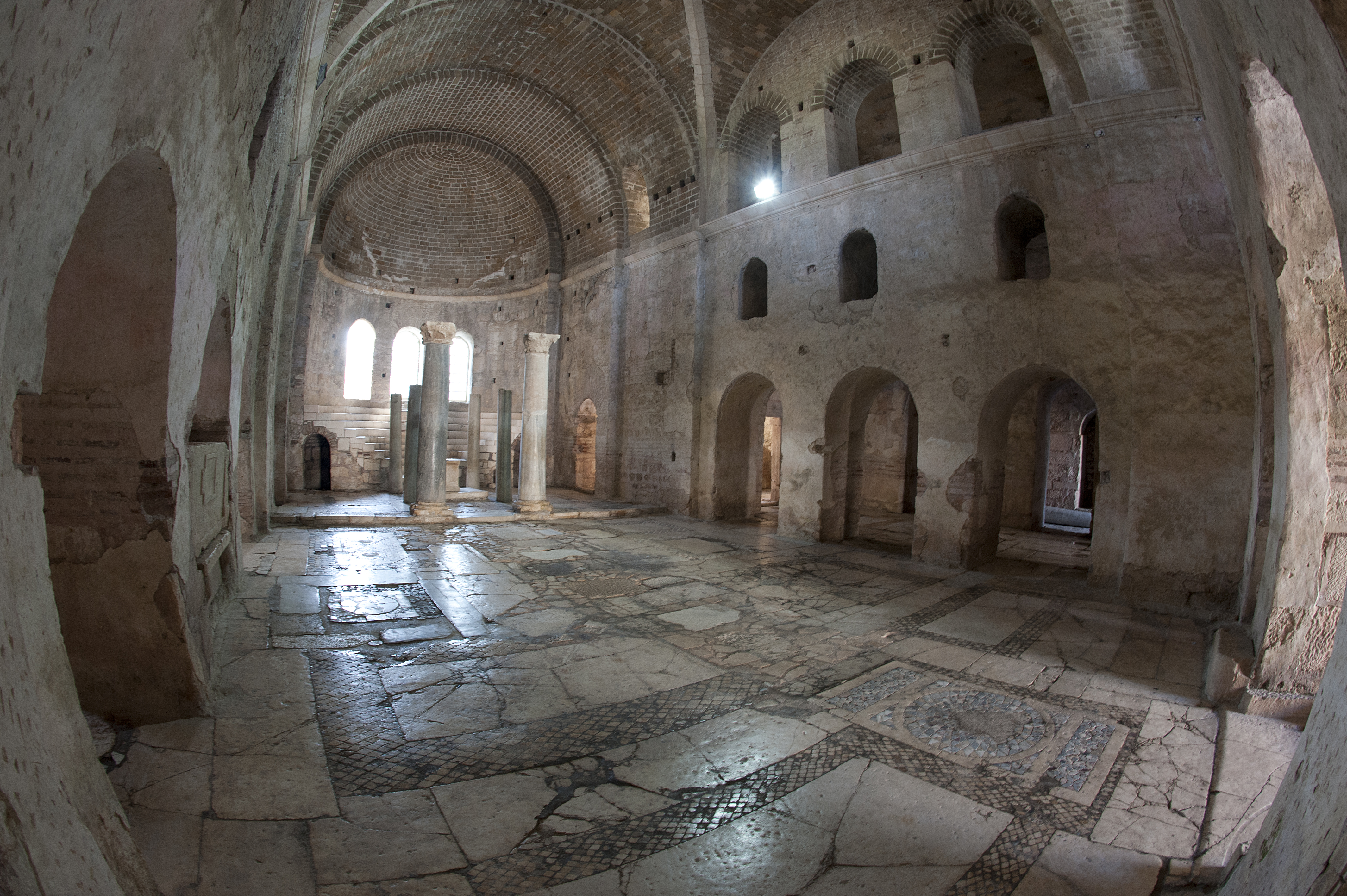
聖ニコラオス聖堂の内部。身廊から内陣を望む

### 写真と動画
- QTVR fullscreen panoramas of the Church of St. Nicholas and the Roman theatre
- Myra Guide and Photo Album
- Demre – Kale Guide and Photo Album
- Virtual tour of the ancient city
- Livius.org: Myra (Pictures)
- 70 pictures of the classical city, with link to 130 pictures of Saint Nicholas church

座標: 北緯36度15分47秒 東経29度58分37秒 / 北緯36.26306度 東経29.97694度